# Gustav Hackemack
Gustav Hackemack (* 7. März 1872 in Bentorf; † 4. Februar 1958 in Brake) war ein lippischer Heimat- und Mundartdichter.

## Leben
Gustav Hackemacks Familie, sein Vater war Kaufmann und Dorfkrüger in Bentorf, zog, als er acht Jahre war, von seinem Geburtsort nach Brake, heute Ortsteil der Stadt Lemgo. Er besuchte das Gymnasium in Lemgo und studierte Theologie, später Philologie mit dem Ziel, als Lehrer tätig zu werden. Er war Soldat im Ersten Weltkrieg und ließ sich danach in Brake als Privatlehrer nieder.
Hackemack starb im Februar 1958 im heutigen Lemgoer Stadtteil Brake. Die Trauerfeier fand am 8. März auf dem dortigen Friedhof statt, zu den Trauerrednern gehörte unter anderem sein „Kollege“ Heinrich Hanke.

## Werk
Plattdeutsche Gedichte schrieb er schon als Student. Bekannt wurde er mit verschiedenen Veröffentlichungen unter dem Namen „Hanken Jüsken“ wie „Ernst und Sposs“ (1933) und „Wat sick de Luie verteilt“ (1939). Sein Hauptwerk schuf er in den Jahren zwischen dem Ersten und dem Zweiten Weltkrieg. An seinem Pseudonym orientierte sich mit dem Autorennamen „Nazi-Jüsken“ der 1933 von Nationalsozialisten nahe der Wewelsburg bei Paderborn erschossene Journalist Felix Fechenbach.

## Ehrungen
Hackemack zu Ehren wurde die Hanken-Jüsken-Straße in Brake benannt.

## Nachweise
1. ↑  Gustav Hackemack im Lexikon Westfälischer Autorinnen und Autoren
2. ↑  Fr. Webermeier: Heimatdichter Gustav Hackemack †. In: Mitteilungsblatt des Lippischen Heimatbundes. Nr. 18, Detmold, 15. April 1958, S. 228.
3. ↑  Gustav Hackemack bei Die niederdeutsche Literatur, Autoren und mehr; abgerufen am 9. Januar 2022.
4. ↑  Gedenkfeier für Gustav Hackemach (Hanken Jüsken). In: Mitteilungsblatt des Lippischen Heimatbundes. Nr. 21, Detmold, 15. März 1959, S. 344.
5. ↑  Die Hanken-Jüsken-Straße bei OpenStreetMap; abgerufen am 9. Januar 2022.

| Personendaten    | Personendaten                                         |
| ---------------- | ----------------------------------------------------- |
| NAME             | Hackemack, Gustav                                     |
| ALTERNATIVNAMEN  | Jüsken, Hanken (Pseudonym); Hanke, August (Pseudonym) |
| KURZBESCHREIBUNG | lippischer Heimat- und Mundartdichter                 |
| GEBURTSDATUM     | 7. März 1872                                          |
| GEBURTSORT       | Bentorf                                               |
| STERBEDATUM      | 4. Februar 1958                                       |
| STERBEORT        | Brake (Lemgo)                                         |